# Niezależny Miesięcznik Studentów Szkoły Głównej Handlowej Magiel
Niezależny Miesięcznik Studentów MAGIEL (dawniej Niezależny Miesięcznik Studentów Szkoły Głównej Handlowej w Warszawie „Magiel”) – czasopismo wydawane przez Stowarzyszenie Akademickie Magpress od grudnia 1996 roku. Tworzony jest przez studentów warszawskich szkół wyższych. Założony przez studentów SGH, od 2011 roku miesięcznik ukazuje się również na Uniwersytecie Warszawskim. Porusza bieżące tematy polityczno-gospodarcze i kulturalne, zawiera artykuły poświęcone życiu uczelni, działalności organizacji studenckich, felietony, reportaże i inne. Miesięcznik MAGIEL jest czasopismem bezpłatnym, koszty druku pokrywają sponsorzy i reklamodawcy.
Co roku NMS MAGIEL wydaje również dodatki do miesięcznika: „Kulturalną Mapę Warszawy” z subiektywnym wyborem ciekawych lokali w różnych dzielnicach stolicy, a także „Pokieruj Swoją Karierą” z artykułami o zarządzaniu przyszłą  karierą zawodową i akademicką. 
W 2014 oraz 2015 roku Miesięcznik został uhonorowany przez Parlament Studentów RP nagrodą Projuvenes w kategorii Medium Studenckie.

## Stałe rubryki
- Muzyka
- Uczelnia
- Patronaty
- Polityka i Gospodarka
- Film
- Książka
- Uczelnia SGH/UW
- Sztuka
- Warszawa
- Człowiek z pasją
- Sport
- Technologia i Społeczeństwo
- Czarno na białym
- Felieton
- Kto jest Kim?
- Trzy po Trzy
- Gry
- Do góry nogami

## Redaktorzy naczelni
- Jacek Polkowski – założyciel NMS SGH Magiel i pierwszy redaktor naczelny
- Maciej Kuźmicz (później dziennikarz działu gospodarczego „Gazety Wyborczej”)
- Hubert Salik  (później m.in. redaktor naczelny Gazety Giełdy Parkiet)
- Paweł Tynel
- Przemek Gołębiewski
- Anna Raczyńska
- Tomasz Grynkiewicz – dziennikarz działu gospodarczego „Gazety Wyborczej”
- Tomasz Rakowski
- Łukasz Nowak
- Krystyna Skorut
- Bartosz Golba
- Maciej Sosnowski
- Mateusz Kapłan
- Katarzyna Borzym
- Adam Teodor Przedpełski
- Piotr Micuła
- Karolina Pierzchała
- Robert Szklarz
- Paweł Marek Drubkowski
- Paulina Błaziak
- Anna Lewicka
- Aleksandra Czerwonka[2]
- Weronika Kościelewska[3]
- Jan Kroszka[4]
- Kajetan Korszeń[5]
- Julia Jurkowska[6]
- Mateusz Kozdrak
- Franciszek Pokora

## Projekty organizowane przez NMS MAGIEL
- Świąteczny Koncert SGH
- Inspiracja Roku
- Media Student
- Urodziny Magla
- Konferencja Muzyka a Biznes
- Magiel Go Global
- Wyjazd do Torunia
- Kulturalna Mapa Warszawy